# لاله واژگون تیزگلبرگ
لاله واژگون تیزگلبرگ(نام علمی: Fritillaria acmopetala) نام یک گونه از سرده لاله واژگون است.